# Lithophane tarda
Lithophane tarda là một loài bướm đêm trong họ Noctuidae.